# 어떻게 죽을 것인가
《어떻게 죽을 것인가》는 미국의 의사이자, 저술가인 아툴 가완디가 발표한 죽음과 현대의학에 관한 논픽션 도서이다. 책은 인간이 나이가 들어 더 이상 자신의 신체를 돌볼 수 없게 되었을 때 부딪히는 문제를 다양한 실제 사례를 바탕으로 적나라게 보여준다. 저자는 현대의학은 생명을 유지하고, 연장하는데는 능숙하지만 개인이 독립성을 유지한체 자신이 원하는 방식으로 죽음을 맞이하는 것에 무관심 하다며 비판한다. 안락사에는 유보적인 입장을 취하나, 호스피스 서비스의 경우 여러 가지 사례를 바탕으로 장점을 강조하고 있다. 아툴 가완디는 책의 마지막 부분에서 인도에서 미국으로 이민하여 비뇨기과 의사로서 성공한 아버지가 악성종양으로 죽는 과정을 보여준다. 인간으로서의 존엄을 지키며 죽고 싶어했던 아버지의 이야기를 통해 그는 품위 있는 죽음이 어떤 것인지에 대해 고민한다.